# Pompilia
Pompilla is een symfonisch gedicht compositie van Edgar Bainton. Bainton rondde het werk voor symfonieorkest af in mei 1903 en (in tegenstelling tot andere werken) kreeg het al snel haar première. Henry Wood dirigeerde het Queen's Hall Orchestra op 8 oktober 1903. Het werk volgt het gedicht The ring and the book van Robert Browning over Guido Franceschini, die verdacht (en schuldig bevonden) wordt van de moord op zijn vrouw Pompilia en haar ouders.
Het werk verdween al snel van de lessenaars. Het Royal Scottish Symphony Orchestra nam het onder leiding van Martin Yates in 2010 op. Die uitgave van Dutton Epoch vermeldde abusievelijk opus 11 als behorend bij dit werk. Pompilla werd voltooid na Baintons eerste (ongenummerde) symfonie uit februari 1903, die opus 5 meekreeg. Opus 6 was al vergeven voor Four songs. The Blessed Damozel uit 1907 kreeg opus 11 mee, passend in de tijdlijn; opus 12 staat voor Three songs after William Watson uit datzelfde jaar. 